# Polysylogismus
Polysylogismus, někdy nazývaný vícepředpokladový (vícepremisní) sylogismus, je řetězec konečného sylogismů, kde závěr jednoho je předpokladem následujícího, a tak dále.
Specifickým případem polysylogismu je sorites. Sorites pochází z řeckého slova pro „hromadění“ nebo „hromadu“. Jinak řečeno, sorites je množinou dohromady zřetězených předpokladů. Například:
Všechna A jsou B.
Všechna B jsou C.
Všechna C jsou D.
Všechna D jsou E.
Proto všechna A jsou E.